# HD 32393
HD 32393，又名BD-04 1019，SAO 131715、HR 1625，是一颗恒星，视星等为5.85，位于銀經203.82，銀緯-26.03，其B1900.0坐标为赤經4h 57m 47.4s，赤緯-4° -26.03′ 13″。